# Alexandre Babel
Pour les articles homonymes, voir Babel.
Alexandre Babel, né en 1980 à Genève en Suisse, est un percussionniste, compositeur et curateur de musique contemporaine et expérimentale.

## Biographie
Né en 1980 à Genève dans une famille mélomane de trois enfants, Alexandre Babel commence très tôt à jouer de la batterie. Après l'adolescence, attiré par le jazz et la musique expérimentale, il va à New-York où il travaille avec des musiciens tels que Ben Perowsky (en) ou Joey Baron. De retour en Suisse, il suit une formation  en percussion contemporaine au Conservatoire de Genève.
Installé à Berlin depuis 2006, il est percussionniste au sein de l'Ensemble KNM Berlin de 2010 à 2019. Il collabore avec plusieurs groupes ou musiciens : le Schlagquartett Köln, l'Ensemble Musikfabrik à Cologne, le groupe Sudden Infant, le pianiste Anthony Pateras, le guitariste Caspar Brötzmann, le bassiste Massimo Pupillo.
Il est membre fondateur , du duo White Zero Corp (avec Pierre Jodlowski), du duo Buttercup Metal Polish (avec Nicolas Field), du collectif de performance pluridisciplinaire RADIAL (avec Mio Chareteau) et du trio The Quiet Rush.
De 2013 à 2022, il est directeur artistique du centre de percussion Eklekto. En 2020, il ouvre le festival de musique contemporaine Les Amplitudes à La Chaux-de-Fonds, dont il est l'invité d'honneur. En 2022, il travaille avec l'artiste Latifa Echakhch et le curateur Francesco Stocchi à la réalisation du contenu du pavillon suisse à la Biennale d'Art de Venise.
En 2021, il est lauréat du prix suisse de la Musique décerné par l'Office Fédéral de la Culture,